# 伊達村倫 (涌谷伊達家)
伊達 村倫（だて むらとも）は、江戸時代中期の武士。陸奥国仙台藩一門第四席・涌谷伊達家8代（亘理氏26代）当主。

## 略歴
寛延2年（1749年）、仙台藩6代藩主・伊達宗村の四男として誕生。宝暦3年（1753年）11月29日、跡継ぎのなかった伊達村胤の養子となる。宝暦9年（1759年）1月7日に養父・村胤が病死したため、同年2月29日に家督を継ぎ、5月3日に仙台城に赴いて兄で7代藩主の伊達重村より偏諱を受け村倫と名を改め、安芸（通称）を称する。
宝暦13年（1763年）、坂本胤俊・山寺十左衛門らが謀反を計画するが失敗し、山寺は斬首、坂本は追放となった。明和5年（1768年）4月19日、白石城主・片倉村廉の娘・薫子を室に迎える。安永2年（1773年）、側室の子・茂登が産まれるが早世する。
安永5年（1776年）10月6日、病療養のため、涌谷領から仙台へ戻る。同年11月20日、病死した。享年28。室・薫子も安永6年（1777年）5月25日に26歳で病死した。

## 系譜
- 父：伊達宗村（1718年 - 1756年）
- 母：側室・橋本氏
- 養父：伊達村胤（1721年 - 1759年）
- 正室：薫子 - 謙光院、片倉村廉の娘
- 側室：
  - 長女：茂登 - 早世
- 養子
  - 男子：伊達村常（1759年 - 1803年） - 石川村俊の九男

## 偏諱を受けた人物
- 藤村倫茂（涌谷伊達家第10代当主伊達村清の岳父（側室・嘉保の父））
- 亘理倫篤（佐沼亘理家当主）